# Piedra Pintada
Piedra Pintada är en ort i Mexiko.   Den ligger i kommunen Malinaltepec och delstaten Guerrero, i den sydöstra delen av landet, 270 km söder om huvudstaden Mexico City. Piedra Pintada ligger 723 meter över havet och antalet invånare är 152.
Terrängen runt Piedra Pintada är kuperad åt sydväst, men åt nordost är den bergig. Runt Piedra Pintada är det ganska glesbefolkat, med 45 invånare per kvadratkilometer. Närmaste större samhälle är El Rincón, 4,0 km öster om Piedra Pintada. Omgivningarna runt Piedra Pintada är en mosaik av jordbruksmark och naturlig växtlighet.